# Игуманија Анастасија (Луковић)
Анастасија (световно Весна Луковић; Крагујевац, 24. октобар 1967) монахиња је Српске православне цркве и игуманија Манастира Дивостина.

## Биографија
Игуманија Анастасија (Луковић) рођена је 24. октобра 1967. године у Крагујевцу, од побожних и честитих родитеља. Приликом крштења је добила име Весна. Њена биолошка мајка Ана била је монахиња Манастира Дивостина.
Основну школу а потом и Прву крагујевачку гимназију завршила је у родном Крагујевцу, a потом и Теолошки факултет у Београду. Након завршене гимназије и факултета радила је као књиговођа све до 2003. године. Свој монашки пут започиње 2004. године када долази у Манастир Драчу код Крагујевца, као искушеница код тадашње игуманије Пелагије (Бековац). Замонашена је 21. маја 2009. године у Манастиру Драчи, од стране епископа шумадијскога господина Јована (Младеновића), добивши монашко име Анастасија.
Одлуком епископа шумадијскога господина Јована постављена је 31. децембра 2012. године за игуманију Манастира Дивостина код Крагујевца где успешно руководи манастирским сестринством пуних 11. година.